# 티저 광고

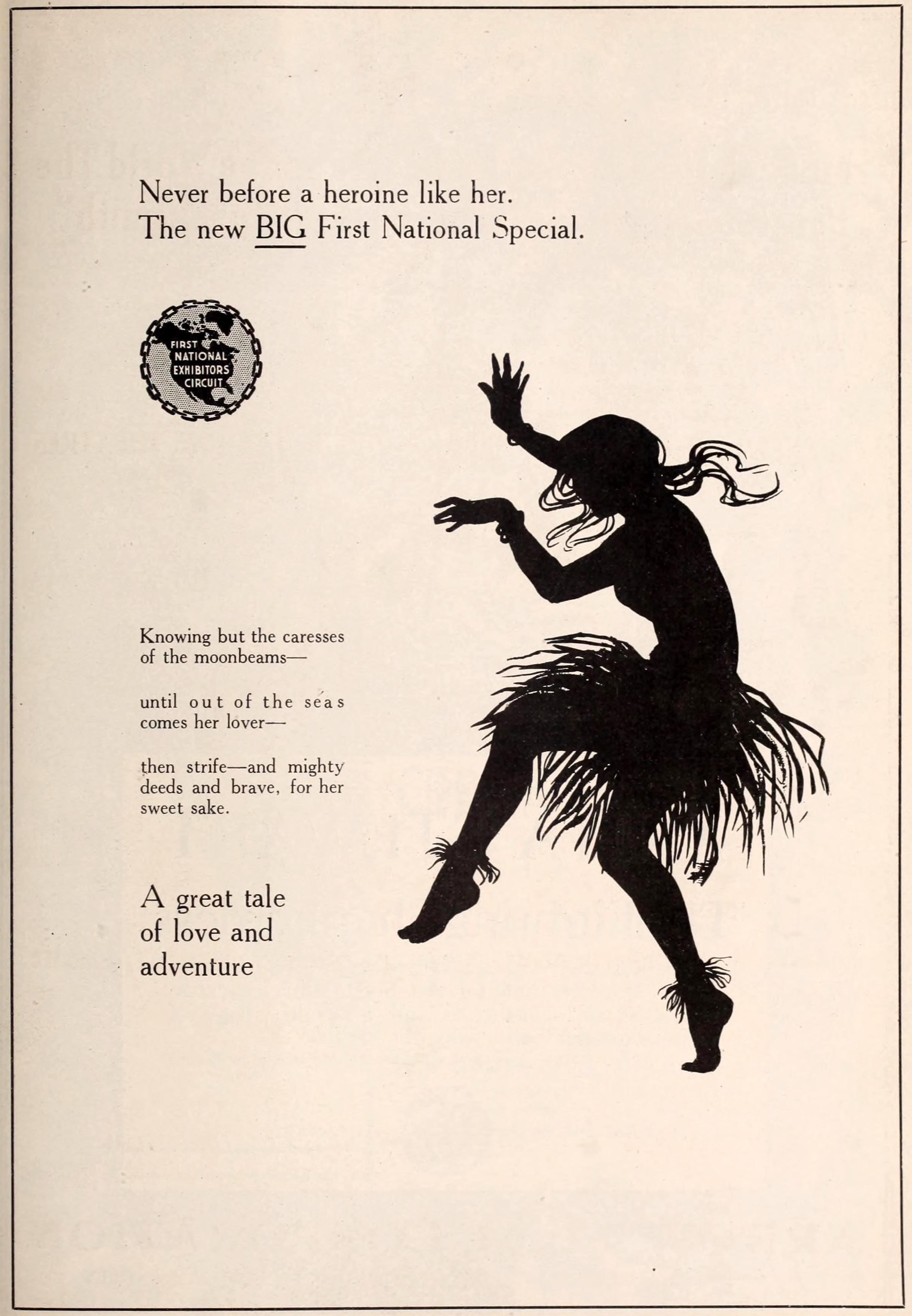

티저 광고(Teaser廣告)는 요소를 고객에게 공개하지 않음으로써 관심을 끌려고 하는 상업 광고의 한 방법으로, 전해야할 상품 정보 요소의 일부를 밝히지 않고 주목을 끄는 광고 기법이라고 정의할 수 있다. 다음 광고를 위한 광고로서, 고객의 호기심을 자극하여 이후에 등장할 광고를 통해 궁금증을 해결할 수 있도록 만든다. 영어 단어 티저(teaser)는 짖궂게 괴롭히는 사람, 놀려대는 사람이라는 뜻이다. 웹 사이트를 사용하는 경우에는 티저 사이트라고 부른다.

## 역사
티저 광고는 인쇄 광고에서 시작하였다. 최초의 티저 광고는 1913년 새로운 담배 브랜드인 카멜(Camel)을 소개하기 위해 사용되었다. 처음 광고는 일간지 광고면의 백지로 시작했지만, 시간이 지나면서 점이 찍히고 그 점은 점점 커져서 낙타의 모양이 되었다. 이후에는 카멜 담배의 철자인 C, A, M, E, L이 순서대로 한 글자씩 나타났다가 '카멜이 온다(Camel is coming)'는 글귀로 변하였다. 광고 마지막 날에는 이전의 모든 광고를 설명하며, 카멜 로고가 삽입된 배경에 낙타가 서 있는 담뱃갑을 보여주었다. 1981년 프랑스의 아브니어 정당의 정치 광고 또한 대표적인 티저 광고이다. 이 정당은 8월 말 파리 시내에 '9월 2일 윗부분을 벗겠다'와 말과 함께 비키니 차림의 여성의 사진이 담긴 포스터를 냈고, 당일에는 윗부분을 벗은 사진과 함께 '9월 4일 아랫부분도 벗겠다'는 내용을 내걸었다. 4일에는 나체의 여성의 뒷모습이 담긴 사진과 함께 정당을 지지해 줄 것을 호소하는 글을 내었다. 한국의 티저 광고의 시초는 1903년 9월 23일 황성신문에서 의도적으로 광고를 뒤집은 시계광고라고 할 수 있다. 초창기 티저광고로는 유한양행이 1927년 12월 9, 10일 이틀 동안 동아일보가 게재한 기업 광고가 있다. 전례와는 다르게 큰 광고를 먼저 내고 유한양행과 유한의 원의 개업을 알리는 광고는 오히려 작게 내었다.

## 지면 티저 광고
우리나라 지면 티저 광고 중에는 마이클럽의 광고가 대표적이다. 마이클럽은 '선영아 사랑해'라는 문구를 대자보에 실어 벽보를 통해 광고하였다. 누군가에게 고백을 하는 듯한 이 벽보는 고객과 TV, 언론에서 많은 관심을 받았다. 이후 '선영아 나였어 마이클럽'이라는 내용의 광고로 정체를 밝혔다.

## 텔레비전 광고
한국 텔레비전 티저 광고의 초창기에는 이동통신사들이 이를 많이 이용하였다. 1999년 SK텔레콤이 젊은 층을 타겟으로 한 TTL의 광고는 신비로운 장면으로 된 TV광고를 공개했다. 대사와 메시지는 전혀 없고, 이해할 수 없는 공간 속에 신비한 소녀의 모습만 등장하였다. 10대 소비자를 대상으로 한 이동통신업계 세분화 상품이었기 때문에 10대의 무명 모델을 이용하여 자아 정체성을 형성해 가는 혼란스러운 이미지, 정의를 내리기 힘든 내용을 표현했다.
최근 사례로는 지상파와 케이블TV에서 5초 정도의 분량으로 등장한 'I'm not stupid'라는 광고가 있다. "뻥이요~"라는 대사를 외치는 뻥튀기 아저씨가 나오는 등의 짧은 영상 뒤에 'I'm not stupid'라는 문구만 등장하는 간단한 티저 광고로, YAP회사의 아르바이트 채용을 알리는 광고였다.

## 티저 트레일러(Teaser trailer)
티저 광고가 영화 또는 방송을 홍보하기 위한 영상물로 제작될 때 티저 트레일러라고 한다. 예고편의 한 형식으로 영화 또는 방송의 장면을 조금만 보여주거나 전혀 보여주지 않는 것으로 관객의 호기심을 자극하는 영상물이다. 정식 예고편(트레일러)보다 먼저 만들며, 경우에 따라 제목까지도 공개하지 않는다. 티저 캠페인(Teaser campaign)이라고도 한다.

### 영화 티저(Movie teaser)
영화 티저의 목적은 고객에게 영화의 내용을 알려주지 않고 단순히 영화가 곧 개봉될 예정이라는 것을 알리는 것이다. 티저 트레일러는 영화가 아직 촬영중이거나 편집되는 중에 공개되고, 따라서 완성된 영화와는 다른, 또는 영화에 담기지 않을 영상이 될 수도 있다. 보통의 경우 티저에는 대사는 없고 간단한 영상만 담긴다. 최근에는 인터넷에서 유통되는 것에 초점을 맞추고 있다.
영화 티저의 사례로는 반지의 제왕 3부작, 스타워즈, 스파이더 맨 등이 있다. 다빈치 코드의 영화 티저는 영화가 전혀 촬영되지 않은 상태에서 공개되기도 했다. 2014년 5월 22일 개봉한 엑스맨: 데이즈 오브 퓨처 패스트는 2013년 10월 26일 등장인물들의 명장면을 단순하게 나열해 놓은 7초 분량의 짧은 티저 트레일러를 인스타그램을 통해 발표하였다. 정식 티저는 3일 뒤인 10월 29일에 공개되었다. 엑스맨 티저는 4월 23일에 개봉된 어메이징 스파이더맨2의 엔딩 크레딧에 실리기도 하였다.

### 뮤직비디오 티저(Music video teaser)
K-pop 가수들은 새 음반이 출시되었거나 새 곡을 발표할 때 뮤직비디오 티저 영상을 만들어 공개한다. 음반에 담긴 노래의 일부를 공개하기도 한다. 새 음반에 맞춰 컨셉이 설정되면 티저 영상에서 간략하게 보여준다.
한국에서는 2007년 천상지희 The Grace의 정규1집 '한번 더, OK?'에서 첫 시도가 이루어진 것으로 알려져 있다.  이후 2008년 이효리의 3집 앨범 'It's HYORISH!' 의 티저영상을 기점으로 그 뒤에 나오는 모든 가수들이 티저영상을 만들었다고 해도 과언이 아닐 정도로 티저를 유행시켰다.
한국에서는 뮤직비디오 티저를 짧게 '티저'라는 말로 줄여 부르게 되면서 일반적으로 '티저'가 뮤직비디오 티저를 가리킨다. 하지만 K-pop 뮤직비디오 티저는 중요한 내용을 감추어서 고객의 호기심을 유발한다기보다는 중요한 내용을 보여줌으로써 관심을 유도하는 것으로 바뀌고 있기 때문에 티저 광고의 의미가 사라진다는 논의가 제기되고 있다.

### 비디오 게임 티저
비디오 게임에도 티저 광고 영상이 있다. 비디오 게임의 티저 영상은 보통 게임이 시작되기 전에 간단한 소개를 위해서 재생되기도 하고, 새로운 게임이 출시되거나 기존 게임에 업데이트 사항이 생겼을 때 홍보의 차원에서 공개되기도 한다. 그랜드 테프트 오토 V나 메탈 기어 솔리드 시리즈의 티저 영상은 타이틀 전에 모든 레벨을 포함하였다.
온라인 PC게임으로는 2014년 6월 넥슨의 게임 카트라이더는 공식 홈페이지에 업데이트를 알리는 8초 분량의 동영상을 올렸다. 이 영상은 아무런 설명 없이 'JUNE 2014'라는 문구와 함께 'Kartrider Coming Soon'이라는 단순한 텍스트가 등장하여 고객들의 호기심을 불러일으켰다.